# 察哈尔派遣兵团
关东军察哈尔派遣兵团，也称蒙疆兵团、后改称驻蒙军，为侵华日军一部。
1937年8月14日，日本关东军下令组成察哈尔派遣兵团，任命关东军参谋长东条英机中将为司令官，于8月17日在多伦设立察哈尔派遣兵团战斗司令部，后移至张北。因此也称“东条兵团”。9月5日开始发动大同进攻战役。1937年9月20日后关东军副参谋长笠原幸雄少将接任察哈尔兵团司令官。9月24日完成占领晋北、绥东、绥南。9月30日，以独立混成第11旅团组成第一个三单位师团第26师团。关东军蒙疆兵团司令部向第26师团交待了手续后，于10月13日返回长春撤销。1938年1月4日，组建驻蒙兵团，担负内蒙、察南及晋北地方的警备任务。

## 1937年8月编成
- 獨立混成第1旅團：旅团长酒井镐次少将。位于柴沟堡。主力攻向大同；一部经洗马林、土木路、尚义县、兴和县、隆盛庄、丰镇，掩护北翼。9月17日占领丰镇。
- 獨立混成第11旅團：旅团长铃木重康少将。警戒张家口附近铁路
- 第一师团之混成第2旅團，1937年7月底从关东军抽调第1师团第2旅团部队组成，即关龟治旅团。1937年8月1日之后旅团长本多政材少将。集结于永嘉堡车站以南的樨枫岭，沿平绥铁路以南西进，正面进攻天镇县、大同城。9月13日占领大同城。
- 第二师团之混成第15旅團，1937年7月底从关东军抽调第2师团部队组成。旅团长筱原诚一郎少将。集结于永嘉堡车站，沿平绥铁路西进，一部迂回大同以北的镇洪堡、丰镇，主力经大同以北的大店、以西的云岗，向南迂回怀仁县的尚西庄。
- 堤支队，支队长堤不央贵中佐。以关东军第三独立守备队在白城子组编，辖两个步兵中队、机关枪中队、步兵炮中队、工兵中队、装甲汽车中队（轻装甲车4辆，卡车58辆，两轮摩托4辆）。后增加了两个步兵中队。1937年8月20日在张北参加战斗时844人。 中队长为牧野、木下、朝井、增田。9月24日占领集宁。
- 大泉支队：关东军第2师团的1个步兵大队，支队长大泉基少佐。
- 航空第2飞行集团（共14个飞行中队）